# Angela Braly
Angela Fick Braly (2 de julho de 1961, em Dallas, Texas) é uma executiva estadunidense. Ela atuou como presidente e diretora executiva da WellPoint (agora Anthem), uma grande provedora de seguros de saúde com sede nos EUA, e foi membro do conselho de administração da empresa. Ela assumiu essas responsabilidades em 1º de junho de 2007, após vários cargos de alto nível na empresa. Ela renunciou em agosto de 2012 após críticas de acionistas. Desde maio de 2016, ela é membro do conselho de administração da ExxonMobil.

## Juventude
Angela Braly recebeu seu diploma de graduação pela Texas Tech University em 1982 e seu Juris Doctor pela Southern Methodist University School of Law. Ela se formou na Richardson High School em 1979.

## Carreira
Foi sócia do escritório de advocacia de St. Louis Lewis, Rice & Fingersh, LC
Em janeiro de 1999, ela ingressou na WellPoint como consultora geral da RightCHOICE (atualmente Anthem Blue Cross e Blue Shield no Missouri). Ela também supervisionou os esforços de relações governamentais do plano Missouri. Durante esse período, ela gerenciou a estratégia legal que resultou na criação da The Missouri Foundation for Health, que atende às necessidades de saúde de pessoas com e sem seguro no Missouri. Mais tarde, ela se tornou presidente e CEO do plano Missouri, gerenciando todos os aspectos do negócio e definindo estratégias para atender às necessidades dos clientes.
Ela atuou como vice-presidente executiva, consultora geral e diretora de relações públicas da WellPoint. Nessa função, ela foi responsável pelo desenvolvimento de políticas públicas, relações governamentais, assuntos jurídicos, comunicações corporativas, marketing e iniciativas de responsabilidade social. Ela também tinha responsabilidade operacional pelo maior negócio de processamento de pedidos do Medicare do país e pelo negócio federal de benefícios de saúde para funcionários. Braly também foi uma estrategista-chave durante a aquisição da WellChoice, com sede em Nova York, pela WellPoint em 2005.
Em 24 de fevereiro de 2010, Braly prestou depoimento ao Congresso defendendo os aumentos dos prêmios de seguro da Wellpoint. Ela atuou como vice-presidente do comitê executivo do The Business Council em 2011 e 2012.
Ela foi reconhecida pelo St. Louis Business Journal como uma das 25 mulheres mais influentes nos negócios em 2000 e foi nomeada uma das 25 melhores mulheres na área de saúde da Modern Healthcare em 2007. A Forbes listou Braly como a décima sexta mulher mais poderosa do mundo em 2007, a quarta mais poderosa em 2008, e a oitava mais poderosa em 2009. A Fortune classificou Braly como a quarta mulher mais poderosa nos negócios na América em 2007, a quinta mais poderosa em 2008 e a quarta mais poderosa em 2009.
Em maio de 2013, Braly foi nomeada pelo governador de Indiana, Mike Pence, para o conselho da Corporação de Desenvolvimento Econômico de Indiana.

## Vida pessoal
Em abril de 2009, Braly tinha a 306ª maior remuneração de um CEO dos EUA, tendo ganho US$ 4,07 milhões, que é a 74ª entre as mulheres. Ela possui US$ 4,6 milhões em ações da WellPoint, ou 0,02% da empresa.
Em 2007, Braly ganhou US$ 14,9 milhões, principalmente em opções de ações. Sua remuneração total foi de US$ 8,7 milhões em 2008 e US$ 13,1 milhões em 2009.
Braly geralmente apoia candidatos políticos republicanos e conservadores.